# Rzymska świątynia w Évorze
Artykuł ten został zgłoszony do umieszczenia na stronie głównej w rubryce „Czy wiesz”.
Pomóż nam go sprawdzić: oceń zgłoszoną nominację.
Rzymska świątynia w Évorze (port. Templo Romano de Évora, popularnie, lecz błędnie nazywana Świątynią Diany, port. Templo de Diana) – pozostałości rzymskiej świątyni w historycznym centrum miasta Évora w Portugalii.
Jest to jeden z najlepiej zachowanych zabytków z okresu rzymskiego na Półwyspie Iberyjskim i jeden z najbardziej rozpoznawalnych symboli miasta. Od 1910 roku jest klasyfikowana jako Pomnik Narodowy, a od 1986 roku stanowi część historycznego centrum Évory wpisanego na listę światowego dziedzictwa UNESCO.

## Historia
Świątynia została zbudowana w I wieku n.e. na głównym placu (łac. forum) rzymskiego miasta Liberalitas Iulia. Wbrew popularnej nazwie, która narodziła się w XVII wieku z legendy stworzonej przez księdza Manuela Fialho, świątynia nie była poświęcona bogini Dianie. Współczesne badania wskazują, że zapewne była poświęcona kultowi cesarskiemu, prawdopodobnie cesarzowi Augustowi. Po upadku imperium rzymskiego, w V wieku, świątynia została częściowo zniszczona przez ludy germańskie. W średniowieczu jej ruiny włączono w obręb murów miejskiego zamku, a jej podium i kolumnadę zamurowano, tworząc wieżę obronną. Od XIV wieku aż do 1836 roku budowla pełniła funkcję publicznej rzeźni (port. açougue). W 1871 roku rozebrano średniowieczne dobudówki, przywracając świątyni jej obecny, antyczny wygląd.

## Architektura
Świątynia w Évorze jest klasycznym przykładem rzymskiej architektury sakralnej. Została zbudowana w porządku korynckim jako świątynia peripteralna (otoczona pojedynczą kolumnadą) i heksastylowa (z sześcioma kolumnami w fasadzie frontowej). Wznosi się na wysokim, prostokątnym podium z granitowych bloków. Kolumny, ich bazy oraz kapitele zostały wykonane z białego marmuru pochodzącego z kamieniołomów w pobliskim Estremoz. Do dziś zachowało się kompletne podium, czternaście kolumn wraz z kapitelami (w tym cała północna kolumnada) oraz fragmenty architrawu. Oryginalnie świątynię otaczał duży basen (łac. lacus), który był częścią forum.